# مات كوهن
مات كوهن (بالإنجليزية: Matt Cohen)‏‏ (30 ديسمبر 1942 في كينغستون - 2 ديسمبر 1999 ) كاتب، ومترجم، وروائي، وفيلسوف، وكاتب للأطفال، وشاعر من كندا.

## روابط خارجية
- مات كوهن على موقع IMDb (الإنجليزية)
- مات كوهن على موقع إن إن دي بي (الإنجليزية)